# Хеморагични гастроентеритис
Хеморагични гастроентеритис (ХГЕ) је болест паса коју карактеришу изненадно повраћање и крвава дијареја. Симптоми су обично тешки, а ХГЕ може бити фаталан уколико се не лечи. ХГЕ је најчешћи код младих паса било које пасмине, али нарочито код малих паса пасмина Пудла и Патуљастог шнауцера.  Обољење није заразно. 

## Узрок
Узрок је непознат. Одређени узроци укључују прекомерне реакције на бактерије или бактеријски ендотоксин као и преосјетљивост на храну.  Патофизиолошки долази до повећања пропустљивости цревне слузнице и истјецања крви и протеина у црева. Clostridium perfringens је нађен у великом броју у цревима многих заражених паса. 

## Клинички знакови
Обилно повраћање је обично први симптом, праћен депресијом и крвавим дијарејама са непријатним мирисом. Тешка хиповолемија (низак обим крви) је једана од главних карактеристика болести, а тешка хемоконцентрација (концентрована крв) сматра се потребном за дијагнозу. Прогресија ХГЕ-а је тако брз да у року од 24 сата може наступити хиповолемички шок и смрт.  Дисеминирана интраваскуларна коагулација (ДИЦ) могућа је последица хеморагичног гастроентеритиса.Остали уобичајени симптоми укључују повраћање, губитак апетита (анорексија) и брз пад енергије (беспилотност или летаргија). Дехидратација се обично не види клинички у почетној презентацији, али шок се може развити брзо без лечења. Исто тако, неки пси могу развити грозницу, иако то није врло често. 

## Дијагноза
Клинички знакови хеморагичног гастроентеритиса и парвовирозе паса су довољно слични да их је потребно разликовати. Обољење се може утврдити повећањем или падом белих крвних зрнаца, а при том може бити низак хематокрит. Некад је потребан негативни тест на парвовирозу да бисте потпуно је искључили. Остали потенцијални узроци повраћања и пролива. Бела пена из уста може да укаже на присуство гастроинтестиналних паразита, бактеријске инфекције укључујући E. coli, Campylobacter или Salmonella, протозоарне инфекције као што су кокцидиоза или ђиардијаза као карцином гастроинтестиналног система. 

## Лечење
Најважнији аспект лечења хемарагичног гастроентеритиса је интравенсозна терапија ради надокнаде изгубљене течности. Повраћање и пролив лече се симптоматски и обично нестају након једног до два дана. Такође се користе антибиотици који делују циљно на C. perfringens . Уз брзо, агресивно лечење, прогноза је добра. Смртност је мања од 10 процената уколико се лечи, али 10 до 15 процената случајева ће се поновити. 